# Ligne 6 du métro de Mexico
Pour les articles homonymes, voir Ligne 6.
La ligne 6 est une des douze lignes du métro de Mexico, au Mexique.
Elle dessert 14 km de ligne et 11 stations.

## Histoire

### Chronologie
- 1979 : lancement des travaux de la ligne
- 21 décembre 1983 : mise en service de la ligne entre El Rosario et Instituto del Petróleo
- 8 juillet 1986 : prolongement de Instituto del Petróleo à Martín Carrera

### Liste des stations
- El Rosario
- Tezozómoc
- UAM-Azcapotzalco
- Ferrería/Arena Ciudad de México
- Norte 45
- Vallejo
- Instituto del Petróleo
- Lindavista
- Deportivo 18 de Marzo
- La Villa-Basílica
- Martín Carrera